# Campionat d'Europa de corfbol
El Campionat d'Europa de corfbol és una competició esportiva de seleccions nacionals de corfbol, creat l'any 1998. Està organitzada per Federació Internacional de Corfbol i va disputar–se cada quatre anys entre 1998 i 2014, quan va començar–se a disputar cada dos. El nombre de participants ha variat al llarg de la història entre 8 i 16. La selecció catalana va debutar a la segona competició que es va disputar a Catalunya entre el març i abril de 2003, ocupant la setena posició.
La dominadora absoluta de la competició són els Països Baixos que ha guanyat totes les edicions disputades fins ara, mentre que la millor posició aconseguida per la selecció catalana va ser la medalla de bronze a l'Europeu de 2016.

## Historial
| En negreta = Selecció campiona |

| I    | 1998 | Països Baixos | 26–13 | Bèlgica  | Portugal  | 16–13 | Txèquia    | Portugal      |
| II   | 2002 | Països Baixos | 15–9  | Txèquia  | Bèlgica   | 29–9  | Alemanya   | Catalunya     |
| III  | 2006 | Països Baixos | 25–14 | Bèlgica  | Txèquia   | 16–15 | Alemanya   | Hongria       |
| IV   | 2010 | Països Baixos | 25–21 | Bèlgica  | Txèquia   | 18–11 | Alemanya   | Països Baixos |
| V    | 2014 | Països Baixos | 32–20 | Bèlgica  | Portugal  | 22–14 | Anglaterra | Portugal      |
| VI   | 2016 | Països Baixos | 27–14 | Bèlgica  | Catalunya | 16–12 | Portugal   | Països Baixos |
| VII  | 2018 | Països Baixos | 21–8  | Alemanya | Portugal  | 20–19 | Bèlgica    | Països Baixos |
| VIII | 2021 | Països Baixos | 21–17 | Bèlgica  | Alemanya  | 13–11 | Anglaterra | Bèlgica       |

## Medaller
| # | Nació         | Medalla d'or | Medalla d'argent | Medalla de bronze | Total |
| 1 | Països Baixos | 8            | 0                | 0                 | 8     |
| 2 | Bèlgica       | 0            | 6                | 1                 | 7     |
| 3 | Txèquia       | 0            | 1                | 2                 | 3     |
| 4 | Alemanya      | 0            | 1                | 1                 | 2     |
| 5 | Portugal      | 0            | 0                | 3                 | 3     |
| 6 | Catalunya     | 0            | 0                | 1                 | 1     |